# Iacob Slavoliub
Iacob Slavoliub was van juni 2004 tot zijn overlijden in maart 2017 de burgemeester van de gemeente Denta, Timiș, Roemenië. Hij was lid van de Sociaaldemocratische Partij. 
Slavoliub werd op 6 juni 2004 met een grote meerderheid van de stemmen gekozen. Hij kreeg 825 van de 1533 stemmen. In 2016 werd hij voor de vierde keer herkozen. Hij overleed begin maart 2017. In juni werd Petru Tapanov (PSD+ALDE) met 951 stemmen tot zijn opvolger gekozen.